# Hugues Neveux
Pour les articles homonymes, voir Neveux.
Hugues Neveux, né le 15 avril 1933 à Sarcelles et mort le 7 février 1998 à Clichy, est un historien et universitaire français. Spécialiste de l'histoire économique et sociale de la fin du Moyen Âge et du début de l'époque moderne, il est professeur à l'université de Caen, puis à Nanterre.

## Biographie
Né en 1933 à Sarcelles, Hugues Neveux est agrégé d'histoire en 1960. En 1966, il intègre en tant qu'assistant le Centre de recherche d'histoire quantitative, nouvellement créé par Pierre Chaunu à l'université de Caen. Il y reste jusqu'en 1982, devenant successivement maître-assistant puis, après la soutenance de sa thèse d'État en 1973 à l'université Paris IV, maître de conférences puis professeur. Peu après la publication, en 1980, de sa thèse, il enseigne à l'université Paris-X Nanterre, où il resta jusqu'à sa retraite en 1995.

## Activités de recherche et éditoriales
Il publie en 1980 sa thèse d'État, intitulée Vie et déclin d'une structure économique. Les grains du Cambrésis (fin du XIVe-début du XVIIe siècle),,.
Il s'intéresse également à l'histoire sociale, approchée à travers le prisme d'une part des rapports de parenté et d'autre part des soulèvements paysans (Les révoltes paysannes en Europe (XIVe – XVIIe siècles), 1997).
Il participe à deux ouvrages collectifs, L'histoire de la France rurale (1975) et L'histoire de la France urbaine (1981).

## Publications
- Vie et déclin d'une structure économique: Les grains du Cambrésis (fin du XIVe—début du XVIIe siècle), préface d'E. Le Roy Ladurie, Paris, EHESS/Mouton, 1980
- Les révoltes paysannes en Europe (XIVe – XVIIe siècles), Paris, Albin Michel, 1997, 332 p.